# Yutog Sarma Yönten Gönpo
Yutog Sarma Yönten Gönpo (1126-) was een Tibetaans arts.
In de klassieke Tibetaanse geschiedschrijving wordt hij als opvolger vanuit  dezelfde clan genoemd van  Yutog Yönten Gönpo uit de achtste eeuw. Er is bij hedendaagse tibetologen echter op zijn minst ernstige twijfel aan het historisch bestaan van Yutog Yönten Gönpo (de oudere) . De in die geschiedschrijving altijd genoemde verwantschap met deze duidelijk wel historische Yutog Sarma Yönten Gönpo (de jongere) is dan ook twijfelachtig.
Yutog Sarma Yönten Gönpo is vermoedelijk de belangrijkste samensteller en auteur van de tekst van de Vier medische tantra's. Dat is het klassieke leerboek waarin alle beschikbare kennis van dat moment van de Tibetaanse geneeskunde werd samengevat. Een deel van de tekst is duidelijk ontleend aan Indiase medische verhandelingen, die in de elfde eeuw al door Rinchen Zangpo waren vertaald in het Tibetaans. Het is tot op heden de basis van die geneeskunde.